# Quararibea guianensis
Espèce
Classification APG III (2009)
Synonymes
- Quararibea machin J.F. Macbr.[2]

Quararibea guianensis est une espèce de plantes à fleurs de la famille des Malvaceae (anciennement des Bombacaceae). Il s'agit de l'espèce type du genre Quararibea (Aubl.). C'est un arbre néotropical.
En Guyane, on le désigne sous le nom générique de bois-lélé (créole).
Au Suriname, on l'appelle Maipoelie, Cacao-oelie, Taga-hoedoe (Sranan tongo), Apezoeloc (Karib), Kibiwara wesjilikodo (Arawak), Kirikiri (Aukan). Au Brésil, on le nomme Inajá-rana.

## Description
Quararibea guianensis est un petit arbre à branches verticillées.
Ses feuilles alternes sont de formes ovales-oblongues, aiguës, presque glabres, à marge entière, à pétiole court, et avec la nervure médiane de couleur foncée sur la face abaxiale.
Les fleurs sont solitaires ou réunies en petit nombre dans des inflorescences courtes disposées à l'aisselle des feuilles. Le pédicelle est court. Le calice est long, étroit, jaunâtre, généralement divisé en 3 lobes irréguliers. Les pétales blancs sont linéaires, longs de 6-7,5(8) cm. Les étamines sont fusionnées en un tube staminal long de 6 à 1,2 cm, surmonté de 5 petites dents, souvent incurvé, avec 30 thèques sessiles, dispersées le long de la partie supérieure. L'ovaire contient 2 loges, et est surmonté d'un style simple, avec un stigmate capité. 
Le fruit, à chair fibreuse, est inclus pour plus de la moitié dans le calice dilaté. Il contient 1 ou 2 graines.
Les feuilles séchées dégagent une forte odeur de fenugrec (Trigonella foenum-graecum L.),.
Le pollen de Quararibea guianensis a été étudié. Il s'agit de gros grains iso-polaires, à symétrie radiale, suboblée, de section circulaire, à 3 pores, à surface fovéolée largement réticulée. Ses dimensions sont :
- axe polaire (P) : 54 ± 0,4 (51 - 55) µm ;
- axe équatorial (E) : 62 ± 0,8 (5 964) µm ;
- relation entre les mesures des axes polaire et équatorial (P/E) : 0,87 ;
- nombre, position et caractère des ouvertures : 344.

L'exine est stratifiée avec une épaisseur de 2,7 µm de sexine, puis 0,9 µm de nexine. Les lumières sont plus petites près des pores et les parois sont plus épaisses et pluribaculées, atteignant un motif fovéolé. L'exine, autour des pores, est plus épaisse et plus proéminente, formant des aspérités, avec un anneau entourant l'ouverture psyllé et épais.

## Répartition
On rencontre Quararibea guianensis à l'est, dans les Guyanes et la basse Amazonie, ainsi que dans l'ouest amazoniens.

## Écologie
Quararibea guianensis affectionne les rives des cours d'eau, où il fleurit abondamment tout au long de l'année. On le rencontre notamment dans les varzea(s) et les pinotières à Euterpe oleracea.
Quararibea guianensis est la plante hôte(sse) de Anastrepha obliqua et de Neosilba zadolicha (Lonchaeidae).

## Utilisations
Les rameaux verticillés de Quararibea guianensis peuvent servir à fabriquer des lélés.

## Histoire naturelle
En 1775, le botaniste Aublet propose la diagnose suivante, pour Eriotheca globosa. 
« QUARARIBEA Guianenſis. (Tabula 278.) 

Frutex octo aut decem-pedalis, ramoſus ; ramis rectis. Folia alterna, ovato-oblonga, acuta, glabra, integerrima, brevi petiolata. Stipule binæ, decidual. Flores axillares, bini, terni, quaterni aut quini, pedunculati ; pedunculus florum, ſæpiùs ſquamulis & glandulis viridibus munitur. 
Florebat, fructumque ſerebat Maio. 

Habitat ad ripas amnis Galibienſis & fluvii Aroura. »

« LA QUARARIBE de la Guiane. (PLANCHE 278.).
Cet arbrisseau s'élève de huit à dix pieds. Son tronc a tout au plus trois ou quatre pouces de diamètre. Son écorce eſt grisâtre, gerſée. Son bois eſt blanc, peu compact ; il pouſſe des branches flexibles, longues, droites & rameuſes, garnies de feuilles alternes, liſſes, vertes, molles, entières, ovales & aiguës. Leur pédicule eſt court, renflé, cylindrique, accompagné de deux stipules qui tombent de bonne heure. Les plus grandes ont neuf pouces de longueur, ſur trois de largeur. 
Les fleurs naiſſent à l'aiſſelle d'une feuille, ou ſur le pédicule même de la feuille, deux, trois, quatre ou cinq enſemble. Le pédoncule des fleurs eſt ſouvent chargé de pluſieurs écailles ou de petits corps glanduleux verdâtres. 
Le calice eſt d'une ſeule pièce, âpre, cylindrique, coriace, long d'un pouce & demi, diviſé en trois, quatre ou cinq dents, & quelquefois fendu d'un ſeul côté, de la longueur d'un demi-pouce. 
La corolle eſt à cinq pétales blancs, longs, étroits, ondés, recourbés & inclinés en dehors vers le bas du calice. Ils ſont attachés au fond du calice par un onglet. 
Les étamines ſont au nombre de neuf. Les anthères ſont jaunes ; elles ſont placées à l'extrémité d'un tube blanc, long de quatre pouces & plus, entre leſquelles il y a au deſſus quatre ou cinq corps glanduleux aigus, verdâtres, & au deſſous des anthères ſont pluſieurs glandes verdâtres, concaves, arrondies, éparſes ſur la ſurface du tube ; j'en ai compté vingt-ſept. Ce tube naît du fond du calice, & renferme le piſtil dans toute ſa longueur. 
Le piſtil eſt un ovaire ſphérique, ſurmonté d'un long style grêle, terminé par un stigmate charnu, vert, arrondi, partagé par un ſillon en deux lobes. Il eſt hors du tube. 
L'ovaire devient une capsule ſèche, verte, coriace, renfermée en partie dans le calice. Elle eſt ovoïde, à deux loges ſéparées par une cloiſon membraneuſe à laquelle de chaque côte eſt attachée une amande dure ; ces amandes ſont applaties d'un côté, & convexes de l’autre. La capſule à un pouce & demi de longueur, ſur un demi-pouce de diamètre, & l'amande à un pouce environ de longueur. 
Toutes les parties, qu'on a repréſentées, ſont diminuées de leur grandeur naturelle. 
L'écorce de cet arbriſſeau eſt filamenteuſe, & peut ſervir de liens. Le Quararibe croît ſur les bords des rivières d'eau douce. J’en ai trouvé des pieds auprès de l'abatis du Roi, & en remontant la crique des Galibis. 
Il étoit en fleur & en fruit dans le mois de Mai. »

— Fusée-Aublet, 1775.